# Hofkerinella
Hofkerinella es un género de foraminífero bentónico invalidado por ser considerado nombre superfluo de Hyalinea de la familia Planulinidae, de la superfamilia Planorbulinoidea, del suborden Rotaliina y del orden Rotaliida. Su rango cronoestratigráfico abarcaba el Holoceno.

## Clasificación
En Hofkerinella no se ha considerado ninguna especie.